# Marco 3

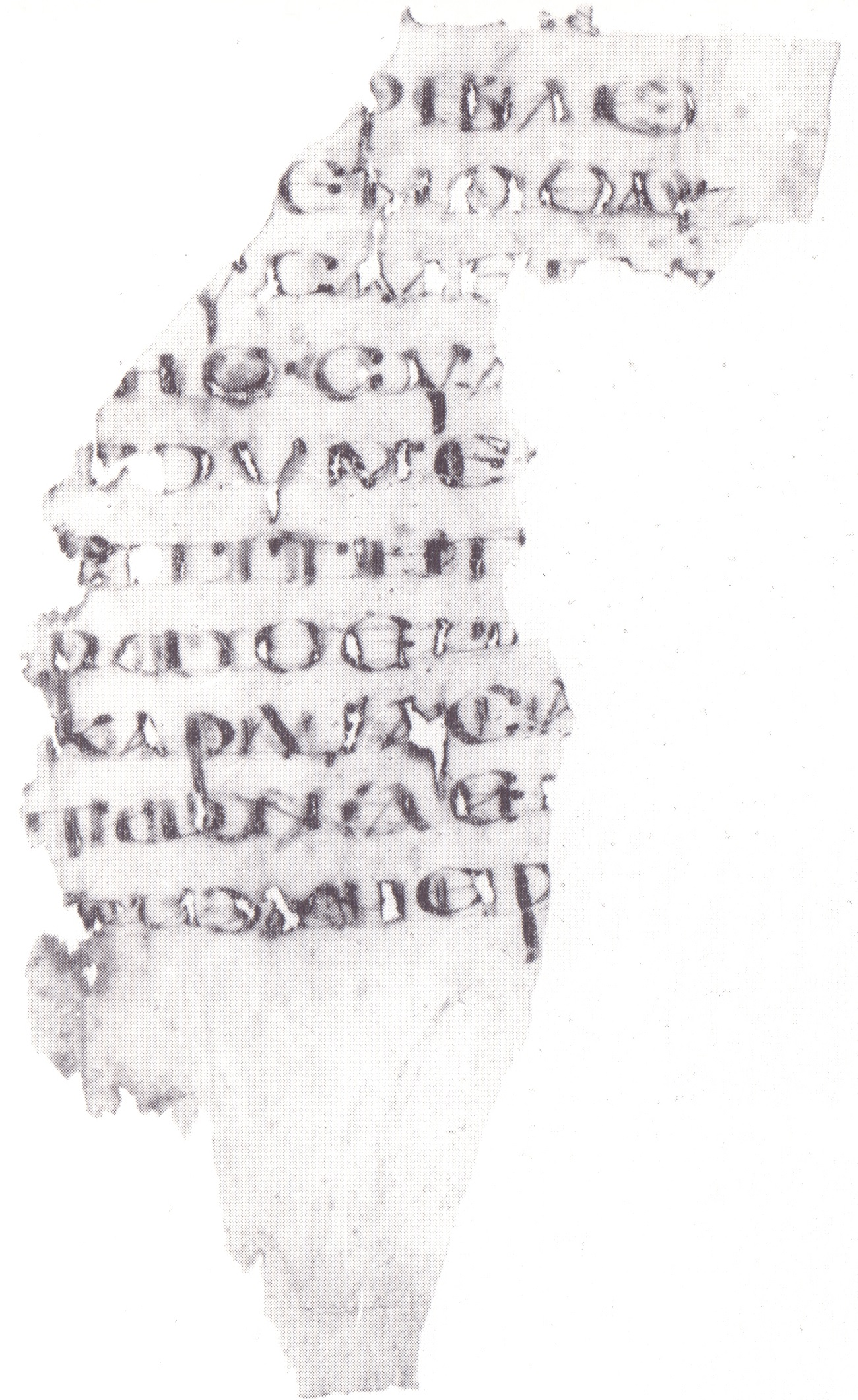
Marco 3,2-3 dall'Onciale 0213 (V/VI secolo)

Marco 3 è il terzo capitolo del vangelo secondo Marco nel Nuovo Testamento. Esso si apre col conflitto sul tema del sabato con i sacerdoti ebrei, proseguendo poi sulla missione dei dodici apostoli, il conflitto con gli scribi e l'incontro di Gesù con la sua famiglia.

## Testo
Il testo originale venne scritto in greco antico. Questo capitolo è diviso in 35 versetti.

### Testimonianze scritte
Tra le principali testimonianze documentali di questo capitolo vi sono:
- Codex Vaticanus (325-350)
- Codex Sinaiticus (330-360)
- Codex Bezae (~400)
- Codex Alexandrinus (400-440)
- Codex Ephraemi Rescriptus (~450)

## Guarigioni
Continuando sul tema del sabato del precedente capitolo, Marco 3 inizia con la guarigione di un uomo da parte di Gesù con una mano storta il giorno di sabato all'interno della sinagoga. La parola εξηραμμενην (exērammenēn) viene tradotta con "paralizzata" in alcune versioni come nell'International Standard Version. Marco utilizza l'avverbio πάλιν (palin, nuovamente), ad indicare che questa è la sinagoga di Cafarnao, la medesima citata in Marco 1,21-28.
Secondo l'evangelista Marco, "alcune" persone stavano attendendo di vedere se Gesù avesse guarito qualcuno di sabato così da poterlo accusare. I rabbini al tempo permettevano guarigioni di sabato solo se la persona si fosse trovata in grave pericolo di vita, situazione che la mano dell'uomo in questione non comportava.
E' Gesù stesso a rompere gli indugi e a dire alle persone convenute "È lecito in giorno di sabato fare il bene o il male, salvare una vita o toglierla?" (Marco 3,4). La risposta non giunse e Gesù si guardò intorno "rattristato per la durezza dei loro cuori" (Marco 3,5). Il fondatore dei metodisti, John Wesley, suggerisce come i suoi avversari fossero già alla ricerca di un pretesto per ucciderlo. Egli chiede quindi all'uomo di distendere la sua mano e questi viene subito guarito. Molte altre storie di guarigione al tempo vengono riportate nei racconti, ma nessuna presenta una guarigione così immediata e totale. Marco in questo capitolo intende mostrare chiaramente la potenza di Gesù. Gesù equipara il non fare il bene al fare il male e dice che è più importante non consentire la sofferenza o salvare una vita piuttosto che perseguire il bene.
Secondo Marco, questo miracolo è l'elemento che pone definitivamente farisei ed erodiani contro Gesù ed è l'inizio della loro cospirazione per ucciderlo. La reazione della maggior parte del pubblico di fede ebraica si tramuta così da meraviglia a opposizione. Marco ha già iniziato a prevedere la morte di Gesù nella questione del digiuno e dello sposo al banchetto di nozze in 2,19-20. Alcuni trovano improbabile che questi due gruppi lavorassero insieme, dal momento che i farisei erano opposti all'impero romano e ad Erode. Marco ad ogni modo probabilmente ha intenzione in questo capitolo di mostrare la cospirazione totale che si stava scatenando contro Gesù.
Questo fatto viene ripreso anche nel vangelo secondo Matteo 12,9-14, sebbene Gesù sottolinei come sia più importante aiutare una persona che salvare una pecora. Il vangelo di Luca 6,6-11 è il medesimo di questo capitolo di Marco sebbene Luca non riporti che essi pensavano di ucciderlo, ma solo che essi erano "furiosi" e parlarono su cosa fare di Gesù.
Gesù quindi "si ritira", anechōrēsen, e si porta verso un lago, presumibilmente il Mare di Galilea, e le persone lo seguono. Marco riporta come le persone fossero venute "...dalla Giudea, da Gerusalemme, da Idumea e dalle regioni oltre il Giordano e da attorno Tiro e Sidone". (Marco 3,8) Marco mostra come le persone vengono da diverse aree, non solo dalla Galilea. Se queste persone fossero ebrei o meno non è chiaro in quanto nelle aree citate pure erano molti gli ebrei. Altri gruppi erano proseliti dell'ebraismo. Egli fece preparare ai discepoli una barca per permettergli di parlare alla folla senza che questa lo schiacciasse dal momento che "...Infatti ne aveva guariti molti, così che quanti avevano qualche male gli si gettavano addosso per toccarlo.." (Marco 3,10) Gli spiriti demoniaci, presenti nella folla in forma di uomini, quando lo vedevano, gli si gettavano ai piedi gridando: «Tu sei il Figlio di Dio!». Ma egli li sgridava severamente perché non lo manifestassero pubblicamente, continuando a mantenere quindi il segreto messianico.

## La scelta dei dodici apostoli
Dopo aver parlato alla folla, Marco riporta che Gesù si portò su una montagna e chiamò i dodici, quelli che egli definì apostoli, dando loro la forza di predicare e la capacità di scacciare i demoni. Alcuni manoscritti del vangelo di Marco non riportano la chiamata degli apostoli al versetto 3,14. Ad ogni modo anche il luogo dove i dodici vengono chiamati è fortemente simbolico dal momento che la montagna è un luogo sopraelevato dove le persone possono incontrare Dio secondo la tradizione ebraica, come pure fece Mosè sul Monte Sinai, e come pure era accaduto nel discorso della montagna. Marco presenta Gesù come colui che predica nella folla, poi si sposta verso il lago e poi su un monte, contribuendo a creare un paesaggio geografico che manca di plausibilità, anche se l'area contiene effettivamente questi punti di riferimento.

### Versetto 16
Simone, al quale impose il nome di Pietro;
Marco nomina tra gli apostoli Simone, chiamato da Gesù col nome di Pietro, Giacomo, Giovanni, Andrea, Filippo, Bartolomeo, Matteo, Tommaso e un secondo Giacomo, Taddeo, Simone che Marco chiama lo zelota ed infine Giuda Iscariota.
Marco indica che i fratelli Giacomo e Giovanni hanno il titolo aramaico di Boanerges, che Marco spiega traducibile con "figli del tuono", anche se molti studiosi moderni non sono concordi su questa traduzione, né sul significato del titolo. Marco non spiega perché Gesù abbia dato a Simone il nome di Pietro, che significa roccia, cosa che invece viene spiegata in Matteo 16,18 ed in Giovanni 1,42. Secondo lo studioso Miller, il soprannome (che poi diviene un nome) di Pietro, ha anche un messaggio sottilmente ironico, in riferimento al fatto che Pietro dica, duro come la roccia, di non voler mai rinnegare Gesù, cosa che invece farà per ben tre volte alla fine.
Filippo e Andrea sono entrambi nomi greci, come pure Taddeo e Lebbeo. Alcuni ebrei, ed in particolare coloro che provenivano dalla Galilea, erano sostanzialmente di popolazione non ebraica e pertanto avevano nomi greci anziché ebrei.
Il secondo Simone è chiamato kananaios, probabilmente derivato dalla parola aramaica qan'ānā che significa zelota, ovvero appartenente al movimento politico di ribellione contro l'Impero Romano, ma che può significare anche "zelante". Luca ad esempio usa il termine greco zēlōtēs.
Iscariota può essere il cognome di Giuda oppure un riferimento al luogo di provenienza, "uomo di Kerioth" Può anche indicare che era appartenente alla corrente dei sicarii. Il fatto che i discepoli fossero dodici è stato connesso al numero delle tribù di Israele.
Gesù li "inviò", che in greco si rende col verbo apostolien (Strong's G649) col significato di inviare appunto a svolgere il loro compito anche non in presenza di Gesù stesso. Molte chiese hanno interpretato questo atto come la fondazione della Chiesa, ovvero un momento nel quale Gesù crea attorno a sé una speciale squadra di lavoro per diffondere il Vangelo.

## Una casa divisa
Gesù si reca in una casa e una vasta folla lo segue sul posto. Secondo Marco, questo impediva a Gesù e ai suoi di mangiare tranquillamente. "Allora i suoi (hoi par' autou), sentito questo, uscirono per andare a prenderlo; poiché dicevano: «È fuori di sé»" (3,21), dove la parola greca exestē (Strong's G1839), è precisamente l'espressione per dire "stare impazzendo". La frase, nella sua prima parte, può essere letta anche con la duplice valenza de "i suoi" inteso come il gruppo di persone con Gesù oppure direttamente la famiglia di Gesù che lo accusa di essere pazzo. E' chiaro qui l'intento che chiunque siano questi "suoi" essi vogliono fermare Gesù che li sta imbarazzando eccessivamente. Essi non sono concordi nel modo con cui la folla lo venera. Ciò che li disturbi maggiormente, se si tratti di ciò che Gesù predica o del seguito che si è creato attorno, non è chiaro. Alcuni manoscritti riportano la traduzione errata "gli scribi e altri" al posto de "i suoi" per non lasciar sottintendere che persone vicine a Gesù lo stessero ostacolando.

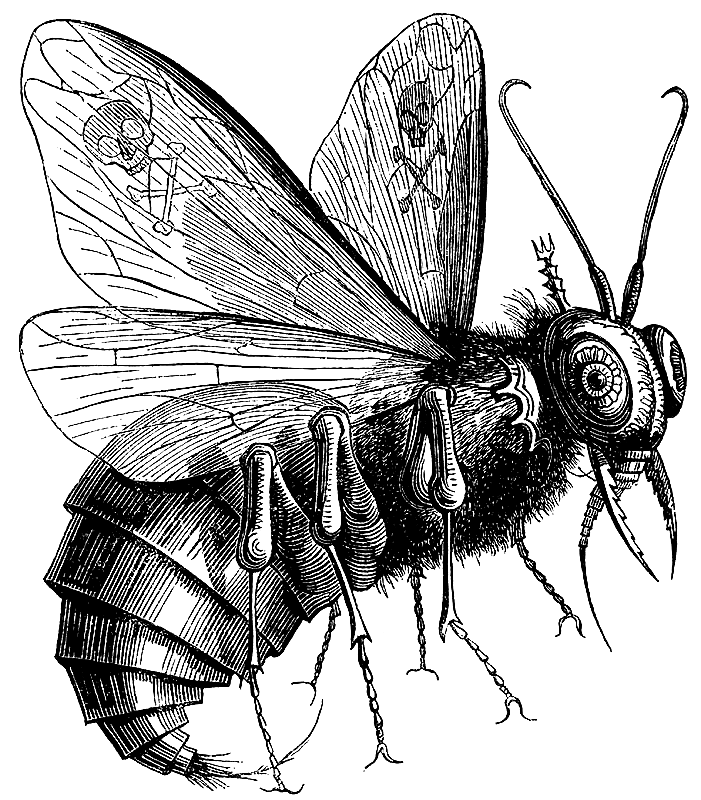
Rappresentazione di Belzebù nel Dictionnaire Infernal di Jacques Collin de Plancy (Parigi, 1863).

Gli scribi di Gerusalemme, che Matteo dichiara essere farisei, sono pronti ad accusarlo dicendo che i poteri che egli possiede gli pervengono dal "principe dei demoni", Belzebù. Belzebù è indicato storicamente come il "signore delle mosche" e con altri titoli ma non certo con quello indicato nel testo evangelico. Ciò che non viene messo in discussione ad ogni modo è la capacità di Gesù di scacciare i demoni. I farisei credono che Gesù possieda a tutti gli effetti dei poteri di natura soprannaturale, ma credono che essi siano di natura maligna e non provengano certo da Dio.
Marco nel suo vangelo utilizza per Gesù delle analogie, delle metafore o delle parabole per spiegare i concetti interni al suo testo. Jesus replies:
Come può satana scacciare satana? Se un regno è diviso in se stesso, quel regno non può reggersi; se una casa è divisa in se stessa, quella casa non può reggersi. Alla stessa maniera, se satana si ribella contro se stesso ed è diviso, non può resistere, ma sta per finire.
Nessuno può entrare nella casa di un uomo forte e rapire le sue cose se prima non avrà legato l'uomo forte; allora ne saccheggerà la casa.
In verità vi dico: tutti i peccati saranno perdonati ai figli degli uomini e anche tutte le bestemmie che diranno; 29 ma chi avrà bestemmiato contro lo Spirito santo, non avrà perdono in eterno: sarà reo di colpa eterna» (Marco 3,23-29)
Se Gesù sta operando contro il demonio, questo non può essere il lavoro di Satana, dal momento che quest'ultimo lavorerebbe unicamente a proprio favore. Gesù quindi si compara a un ladro che entra nella casa di un "uomo più forte", e gli vuole "spogliare la casa" ovvero "lo vuole derubare". L' "uomo forte" è Satana. Satana, dice Gesù, è forte e cerca di resistere al furto. Egli sta cercando di rubare anime a Satana, o la casa può essere vista come il mondo stesso.
Gesù quindi dice che ciò che sta compiendo va esattamente contro Satana e che la sua unica motivazione è la rovina di Satana. Il suo potere, egli dice, essere buono e venire da una buona fonte, ovvero Dio.
Gesù dice inoltre che tutti i peccati possono essere rimessi, eccetto il peccato eterno che è la blasfemia contro lo Spirito Santo (Marco 3,28-29). Marco inserisce qui la propria spiegazione di ciò che Gesù ha detto, dicendo "Poiché dicevano: «È posseduto da uno spirito immondo» (Marco 3,30), e pertanto Marco evidenzia come in molti pensassero che Gesù stesso fosse posseduto ed utilizzasse Satana per i suoi poteri. I paralleli riscontrabili in Matteo 12,31 e Luca 12,10 come pure nel vangelo di Tommaso, 44, parlano anch'essi del peccato imperdonabile. Questi peccati sono indicati nella lettera agli ebrei (Ebrei 6,4-6 e 10,26, oltre che in 1 Giovanni 5,16-17). Vi è anche un possibile collegamento con 1 Corinti 12,2-3. 
La sua prima risposta alle sue accuse, ovvero che una "casa divisa" non può rimanere in piedi, è divenuto un pezzo di saggezza popolare, utilizzato anche da Abramo Lincoln nella sua campagna senatoriale del 1858 contro Stephen Douglas. Lincoln utilizzò questa metafora della "casa divisa" per descrivere la situazione degli Stati Uniti agli albori della Guerra civile americana.

## La famiglia di Gesù
La madre ed i fratelli giungono sul posto e mandano alcuni a prenderlo. Egli replica a questo atto, parlando alla folla attorno a lui, «Ecco mia madre e i miei fratelli! 35 Chi compie la volontà di Dio, costui è mio fratello, sorella e madre» (Marco 3,34-35).
Gesù risponde così alla sua famiglia, dicendo che quanti lo seguono sono la sua famiglia, e secondo lo studioso Kilgallen, Gesù intende qui sottolineare "... il fatto che la sua vita è stata cambiata in modo tale che non sussista più alcun legame di famiglia al di fuori dei suoi insegnamenti che tendono al regno di Dio". Gesù pone la lealtà a Dio addirittura al di sopra della famiglia. I legami famigliari erano reputati molto importanti nella società del tempo, ed alcune persone ancora oggi ritengono questo passo del vangelo come insicuro sull'interpretazione. Gesù in realtà intende indicare che il rispetto e l'amore per la sua famiglia non può andare oltre il dovere di obbedire a Dio. La famiglia di Gesù viene menzionata nuovamente in Marco 6,3. La storia di Gesù e della sua famiglia si trova pure nel vangelo di Tommaso al versetto 99. In Marco 10,28-31, Pietro dice di aver lasciato tutto per seguire Gesù ed elenca le ricompense e le persecuzioni che attendono chi decide di fare quella scelta.
Queste problematiche emergono anche nei vangeli sinottici di Matteo e Luca, i quali ad ogni modo non si permettono di dire che Gesù fosse "fuori di sé", mentre il vangelo di Giovanni non riporta nemmeno il fatto, limitandosi a dire "... nemmeno i suoi fratelli gli credevano". Giovanni 6,66 riporta "molti dei suoi discepoli si rivoltarono e non lo seguirono più". La visione negativa della famiglia di Gesù può essere correlata anche al conflitto intrapreso poi da san Paolo con la comunità dei primi cristiani di estrazione ebraica.
Non vi è unità di pensiero nemmeno sulla traduzione della parola "fratelli", se si tratti di fratelli veri e propri di Gesù, di fratellastri, di cugini o addirittura di fratelli in Dio, fratelli spirituali. La dottrina ufficiale della chiesa cattolica e della chiesa ortodossa ritiene come assoluta la verginità perpetua di Maria e pertanto non ammette che Gesù abbia avuto dei fratelli o delle sorelle, e che pertanto si possa trattare di fratellastri avuti da matrimonio di Giuseppe con una donna non menzionata prima di Maria, oppure di cugini. Solo Tertulliano sembra aver posto questo problema nella chiesa delle origini. L'Islam ha pure riconosciuto la verginità perpetua di Maria, come del resto la maggior parte delle confessioni protestani, anche se altre dottrine riformate ad esempio hanno messo in discussione questa tesi.
Questo capitolo offre una delle abilità di scrittore di Marco, ovvero quella di saper intersecare tra loro più storie. Marco ha evidenziato tra loro due elementi in contrasto: da un lato la fede, di Gesù verso Dio e dei suoi discepoli in Gesù, mentre per contro la miscredenza e l'ostilità contro la sua persona. Gesù spiegherà la natura degli effetti dei suoi insegnamenti con la parabola del seminatore in Marco 4.